# Ванда
Ванда (мађ. Vanda), је женско име које се користи у мађарском језику, немачко-пољског је порекла и има значење: сигурност, одбрана, скривеност или на језику Венда жена.

## Имендани

### У Мађарској
- 26. јануар.
- 25. фебруар.
- 14. новембар.

## Име у варијацијама
-,

## Познате личности
-, уметност - графика